# Силинг-Цо
Силинг-Цо (Селлинг, кит. трад. 色林错, пиньинь Sèlín Cuò; тиб. སེར་གླིང་མཚོ, тиб. пиньинь: Sêling Co) — крупное бессточное озеро в КНР, в центральном Тибете, на Тибетском нагорье, в окрестностях горной цепи Ньенчен-Тангла. Источником воды в озере является талая вода с прилегающих гор. Является составной частью озёрно-речной системы, насчитывающей 20 с лишним озёр и несколько десятков речек и протоков. Берега сильно изрезаны множеством полуостровов и фьордов. От озера отделились многие малые озёра: Бэнгёнцо, Цоэ, Ягдунцо и другие. На берегах Силинг-Цо находится часть Цянтанского заповедника.
Согласно местной легенде, в древние времена места к западу от Лхасы изобиловали всевозможной нечистью, которая истребляла всех живых существ, включая людей. Но потом нашёлся герой, который загнал всю нечисть в озеро и приказал ей не покидать пределы озера и не трогать живых существ в воде.